# Llengües kordofanianes

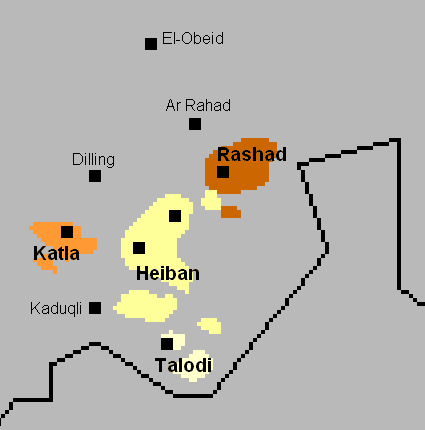
Localització de les llengües.

Les llengües kordofanianes són una família de les llengües nigerocongoleses parlades bàsicament al Sudan. La seva filiació és controvertida, ja que la majoria d'idiomes que hi pertanyen han estat poc estudiats i s'ha de partir de suposicions lingüístiques. Els diferents llenguatges de la família (uns vint) reben el nom segons la zona on es parlen.
Les característiques comunes d'aquestes llengües es basen en l'aspecte i el mode verbal, que determina en gran part la flexió i la construcció de l'oració, per sobre del temps. Aquests accidents verbals indiquen l'actitud del parlant, si creu que l'acció és real, possible, desitjada, depenent dels sentits o habitual. Els prefixos nominals reforcen aquests matisos.